# Косецкий, Роман
Ро́ман Яцек Косе́цкий (пол. Roman Jacek Kosecki; род. 15 февраля 1966, Пясечно) — польский спортивный и политический деятель, футболист. Играл на позиции нападающего.
В 1983—1986 годах игрок «Урсуса» Варшава, в 1987—1989 годах играл в «Гвардии» Варшава, в 1989—1990 годах — в «Легии» Варшава. Играл в командах «Галатасарай» (1991—1992), «Осасуна» (1992—1993), Атлетико Мадрид (1993—1995), «Нант» (1995—1996), «Монпелье» (1996—1997), «Легии» Варшава (1997) и «Чикаго Файр» (1997—1998).
Провёл 69 матчей за национальную сборную Польши (член Общества почётных игроков сборной), забил 19 голов. В сборной дебютировал в 1988 году в матче против Румынии, будучи ещё игроком команды второй лиги «Гвардия». Последний раз выступил за сборную в 1995 году в матче со сборной Словакии.
С 2005 года — депутат Сейма.

## Достижения
- Победитель Суперкубка Польши: 1989
- Победитель Кубка Польши: 1989, 1990
- Чемпион США: 1998
- Победитель Кубка США: 1998